# Sorin Oprescu
Sorin Oprescu (født 7. november 1951) var Bukarests borgmester fra 2008 til 2015.
Oprescu var borgmesterkandidat i 1998 og 2003. Han var oprindelig medlem af det Socialdemokratiske parti, men i 2008 ville partiet ikke opstille ham. Han melde sig ud af partiet og var en uafhængig kandidat.
Oprescu var også senator i 2000–08. Han er uddannet som læge.

## Eksterne henvisning
- Sorin Oprescu officielle hjemmeside (på rumænsk)

1. ↑  Navnet er anført på bokmål og stammer fra Wikidata hvor navnet endnu ikke findes på dansk.